# Полицейская академия (телесериал)
Полицейская академия: Сериал (англ. Police Academy: The Series) — канадско-американский- телесериал 1997 года, продолжение культового одноимённого киносериала о похождениях курсантов полицейской академии. В основном, персонажи сериала — дети или родственники героев фильмов. Ведущий сценарист шоу — Пол Маслански, продюсеры — Джеймс Маргеллос (англ. James Margellos) и Гэри М. Гудман (англ. Gary M. Goodman). Композиторы — Ари Вайз (англ. Ari Wise) и Джим Каттридж (англ. Jim Guttridge).

## Список эпизодов
1. Полицейская академия / Police Academy
2. Двое мужчин и ребёнок / Two Men & A Baby
3. Положи этот нос! / Put Down That Nose
4. Я — гончая! / I Ain’t Nothin' But A Hound
5. Приложи больше усилий / No Sweat, Sweet
6. Говорящий мертвец / Dead Man Talking
7. Дорогая мумия / Mummy Dearest
8. Несколько хороших эльфов / A Few Good Elves
9. Хотим больше Лэса! / Les Is More
10. Все у моря / All At Sea
11. Будь я богатым полицейским / If I Were A Rich Cop
12. Искажённая правда / The Truth Ain’t What It Used To Be
13. Обручальный кошмар / Hoop Nightmares
14. Тёплые объятия / Luke… Warm
15. Верный друг / A Horse Of Course
16. Одолжи мне свои уши / Lend Me Your Ears
17. Полицейские-каратисты / Karate Cops
18. Принеси мне черепаху капитана Хэфилфингера / Bring Me The Turtle Of Commandant Hefilfinger
19. Доктор Хайтауэр / Dr. Hightower
20. Мистер Умник / Mr. I.Q.
21. У тебя есть страховка? / Got Insurance?
22. Мальчишки Тэклберри / Team Tack
23. Ангел-хранитель / Angel On My Back
24. Настоящая красота спрятана в Полицейский академии / Beauty Is Only Academy Deep
25. Подставь свою шею / Lend Me Your Neck
26. Сцены с катанием на лыжах / Ski Episode

## В ролях

### Основной состав
- Майкл Уинслоу (Michael Winslow) — Сержант Лервелл Джонс
- Джо Флаерти (Joe Flaherty) — Капитан Хэфилфингер
- Род Кроуфорд (Rod Crawford) — Сержант Расти Ледбеттер
- Мэтт Борленджи (Matt Borlenghi) — Рядовой Ричард Кэйси
- Тони Лонго (Tony Longo) — Рядовой Люк Кэйкли
- Тоби Проктор (Toby Proctor) — Рядовой Дирк Теклбери
- Джереми Биркетт (Jeremiah Birkett) — Рядовой Дин Теклбери
- Хитер Кэмпбелл (Heather Campbell) — Рядовой Энни Метфорд
- Кристина Гонзалес (Christine Gonzales) — Рядовой Алиса Сервантес
- Пи. Джей. Оклан (P.J. Ochlan) — Рядовой Лестер Шейн

### Приглашённые звёзды
Майкл Уинслоу — единственный актёр, чей персонаж появляется в сериале в главной роли, хотя несколько актёров фильмов снимались в некоторых эпизодах в гостевых ролях:
- Бубба Смит — Мозес Хайтауэр
- Дэвид Граф — Юджин Теклбери
- Лесли Истербрук — Дебби Каллахан
- Джордж Гейнс — ректор Эрик Лассард
- Джордж Р. Робертсон — комиссар Хёрст
- Тим Казурински — Чак Свитчак
- Арт Метрано — капитан Маузер